# 巴黎車展
巴黎車展（法語：Mondial de l'Automobile）是兩年一度、固定在法國巴黎舉辦的國際性汽車展覽，同時也是全世界第一個開辦的車展。此車展固定在10月舉行，除了為世界五大車展之一，也是歐洲規模最大的國際性車展之一。巴黎車展通常與德國的法蘭克福車展採隔年輪流舉辦的方式進行，不會在同一年內舉辦，而其主辦單位是總部同樣設於巴黎的世界汽車工業國際協會。

## 歷史

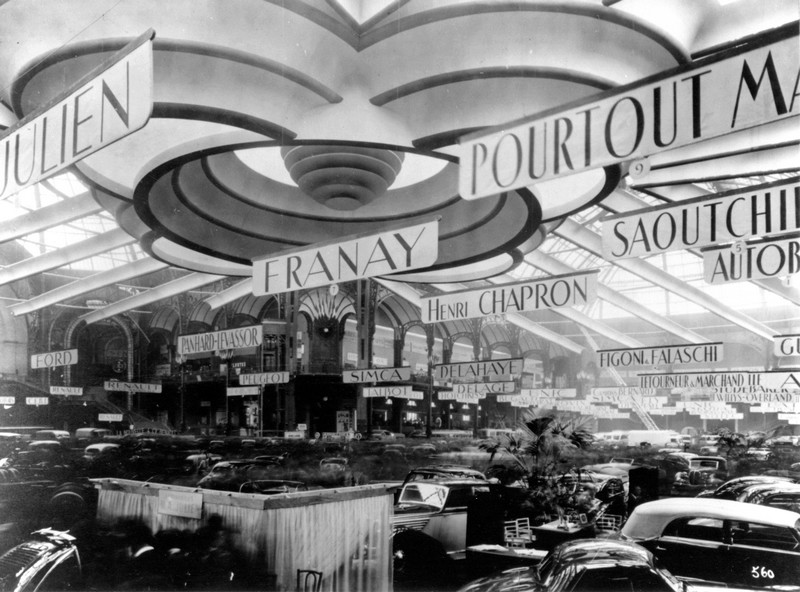
1946年的巴黎車展

1898年由汽車工業的先驅德·狄翁侯爵（Jules Félix Philippe Albert de Dion）倡導舉辦「汽車沙龍」（的直譯），直至1988年才改為現行名稱。1976年以前每年舉行一次，但那年後改為兩年才舉行一次。
1910年後改在巴黎大皇宫（Grand Palais des Champs-Elysées）舉行，不過1977年1月主辦單位曾以「現今經濟情況不佳」為由宣布停辦，隔年旋即恢復舉行。2008年此車展的參觀人次達143萬，居全球五大車展之首；但是兩年後的2010年參觀人數減少了約23萬人次。
受2019冠狀病毒病疫情影響，巴黎車展一度停辦4年。2022年，巴黎車展恢復舉辦。

## 相關連結
- 汽車展覽
- 東京車展
- 法蘭克福車展
- 日內瓦車展
- 底特律車展

## 外部連結
- （法文）官方網站 （页面存档备份，存于）